# Henry S. Thibodaux

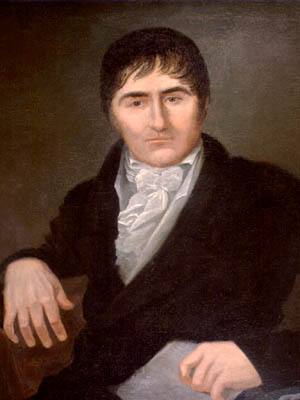
Henry S. Thibodaux

Henry Schuyler Thibodaux (* 1769 in Albany, Provinz New York; † 24. Oktober 1827 in Thibodaux, Louisiana) war ein US-amerikanischer Politiker und im Jahr 1824 Gouverneur des Bundesstaates Louisiana.

## Frühe Jahre und politischer Aufstieg
Das genaue Geburtsdatum von Henry Thibodaux ist unbekannt. Er wuchs nach dem frühen Tod seiner Eltern als Vollwaise bei der Familie von General Philip Schuyler, der sich im Amerikanischen Unabhängigkeitskrieg einen Namen machen sollte, auf. Einen Teil seiner Jugend verbrachte er in Schottland.
Im Jahr 1794 kam er in das heutige Louisiana und ließ sich im St. James Parish nieder. Später zog er in das Lafourche Parish um. Im Jahr 1805 wurde er für eine Legislaturperiode in das territoriale Repräsentantenhaus im Orleans-Territorium gewählt. 1808 wurde er Friedensrichter im Lafourche Parish. Im Jahr 1812 war er Mitglied der verfassungsgebenden Versammlung von Louisiana.

## Staatssenator und Gouverneur von Louisiana
Nachdem Louisiana im Jahr 1812 als Bundesstaat den Vereinigten Staaten beigetreten war, wurde Thibodaux als Vertreter seines Heimatbezirks in den Senat von Louisiana gewählt. Dieses Mandat übte er bis 1827 aus, wobei er seit 1823 Speaker dieser Kammer war. Nach dem Rücktritt von Gouverneur Thomas B. Robertson am 15. November 1824 fiel ihm, entsprechend der Staatsverfassung von Louisiana, die Aufgabe zu, dessen angebrochene Amtszeit zu beenden. Das war in diesem Fall ziemlich genau ein Monat bis zum 13. Dezember 1824, als der neu gewählte Gouverneur Henry Johnson das Amt übernahm. Danach nahm Thibodaux seinen Sitz im Senat des Staates wieder ein.

## Lebensende
Im Jahr 1827 entschloss er sich selbst für das Amt des Gouverneurs zu kandidieren. Während des Wahlkampfs verstarb er in der Nähe von der nach ihm benannten Stadt Thibodaux. Henry Thibodeaux war zweimal verheiratet und hatte insgesamt drei Kinder.